# Ascocorticium
Ascocorticium bildet die einzige monophyletische Pilzgattung der Familie Ascocorticiaceae  innerhalb der Ordnung der Helotiales.

## Merkmale
Die Fruchtkörper der Ascocorticiaceae sind abstehend (effus), sie bilden eine verschwommene weiße oder pinkfarbene Palisade. Ein Peridium ist kaum ausgebildet. Die Schicht zwischen den Schläuchen besteht aus irregulären und undifferenzierten Hyphen, zwischen denen die Schläuche liegen. Die Schläuche selber besitzen einen inamyloiden (mit Jod nicht anfärbbaren) apikalen Ring. Die unseptierten Ascosporen sind hyalin und klein. Nebenfruchtformen sind unbekannt. Ein Stroma ist nicht vorhanden.

## Ökologie
Die Ascocorticiaceae sind in gemäßigten Gebieten weit verbreitet. Die wenigen Arten leben saprotrophisch besonders auf der Rinde von Nacktsamern.

## Systematik
Es sind nur folgende Arten bekannt:
- Ascocorticium anomalum
- Ascocorticium effusum
- Ascocorticium vermisporum